# Université de Yaoundé
 (juillet 2022).
L'université de Yaoundé (en anglais : University of Yaounde) était une université située à Yaoundé, la capitale politique du Cameroun.

## Historique
Elle fut construite avec l'aide de la France, et ouverte en 1962 sous le nom d'« université fédérale de Yaoundé ». En 1971, la république fédérale du Cameroun émet un timbre intitulé « université fédérale de Yaoundé ». L'adjectif « fédéral » a été abandonné en 1972 lors de la réorganisation du pays.
En 1993, à la suite de la réforme du système universitaire, l'université de Yaoundé fut séparée en deux nouvelles entités : l'université de Yaoundé I, dans le quartier de Ngoa-Ekellé, et l'université de Yaoundé II située dans la banlieue de Soa.

## Personnalités liées à l'université

### Étudiants
- Philomène Bassek, femme de lettres camerounaise
- Angèle Kingué, femme de lettres camerounaise
- Élise Mballa, enseignante (géographie) et chorégraphe
- Julienne Anoko, socio-anthropologue camerounaise puis espagnole
- Jean-Claude Mbede Fouda, journaliste camerounais puis italien
- Marthe Wandou, avocate et militante camerounaise pour la paix et pour les droits des femmes
- Rose Zang Nguele, ministre camerounaise
- Jean-Baptiste Bokam, haut-fonctionnaire
- Séraphin Magloire Fouda, haut fonctionnaire
- Gervais Bolenga, haut fonctionnaire
- Patience Félicité Minyem Endene Eboumbou, femme politique
- Gabriel Manimbem, entrepreneur camerounais.

### Professeurs
- Bole Bukate, enseignant d'art et la littérature africaine
- Bernard Nanga (1935-1985), enseignant de philosophie
- Marie-Hélène Ngoa-Guislain (1941-), enseignante de programmation
- Thierno Mouctar Bah, homme de lettres